# Critérium international 2013
La 82e édition de la course cycliste à étapes du Critérium international a eu lieu du 23 au 24 mars 2013. La course fait partie du calendrier UCI Europe Tour 2013 en catégorie 2.HC.
Le Britannique Christopher Froome (Sky), vainqueur de l'étape finale du col de l'Ospedale s'adjuge le classement final devant son coéquipier australien Richie Porte, lauréat du contre-la-montre, et l'Américain Tejay van Garderen (BMC Racing).
Porte remporte le classement par points et van Garderen celui du meilleur jeune. Le Français Jérémy Roy (FDJ) termine meilleur grimpeur alors que la formation française AG2R La Mondiale finit meilleure équipe.

## Présentation

### Parcours
Après une demi-étape le samedi matin, un contre-la-montre de 6,5 km est programmé le samedi après-midi. Enfin, une étape de montagne arrivant au col de l'Ospedale est programmée le dimanche.

### Participants

#### Équipes
Classé en catégorie 2.HC de l'UCI Europe Tour, le Critérium international est par conséquent ouvert aux UCI ProTeams dans la limite de 70 % des équipes participantes, aux équipes continentales professionnelles, aux équipes continentales françaises et à une équipe nationale française.
16 équipes participent à ce Critérium international - 9 ProTeams, 6 équipes continentales professionnelles et 1 équipe continentale :
| Nom de l'équipe    | Pays        | Code |
| ------------------ | ----------- | ---- |
| AG2R La Mondiale   | France      | ALM  |
| Argos-Shimano      | Pays-Bas    | ARG  |
| Blanco             | Pays-Bas    | BLA  |
| BMC Racing         | États-Unis  | BMC  |
| FDJ                | France      | FDJ  |
| Garmin-Sharp       | États-Unis  | GRS  |
| RadioShack-Leopard | Luxembourg  | RLT  |
| Saxo-Tinkoff       | Danemark    | TST  |
| Sky                | Royaume-Uni | SKY  |

| Nom de l'équipe              | Pays     | Code |
| ---------------------------- | -------- | ---- |
| Bretagne-Séché Environnement | France   | BSE  |
| Cofidis                      | France   | COF  |
| Colombia                     | Colombie | COL  |
| Europcar                     | France   | EUC  |
| IAM                          | Suisse   | IAM  |
| Sojasun                      | France   | SOJ  |

| Nom de l'équipe    | Pays   | Code |
| ------------------ | ------ | ---- |
| La Pomme Marseille | France | LPM  |

## Étapes
| Étape     | Date    | Villes étapes                     |  | Distance (km) | Vainqueur d’étape  | Leader du classement général |
| --------- | ------- | --------------------------------- |  | ------------- | ------------------ | ---------------------------- |
| 1re étape | 23 mars | Porto-Vecchio - Porto-Vecchio     |  | 89,5          | Theo Bos           | Theo Bos                     |
| 2e étape  | 23 mars | Porto-Vecchio - Porto-Vecchio     |  | 6,5 (clm)     | Richie Porte       | Richie Porte                 |
| 3e étape  | 24 mars | Porto-Vecchio - Col de l’Ospedale |  | 179           | Christopher Froome | Christopher Froome           |

## Déroulement de la course

### 1reétape
|    | Coureur           | Équipe                       |    | Temps           |
| -- | ----------------- | ---------------------------- | -- | --------------- |
| 1  | Theo Bos          | Blanco                       | en | 2 h 02 min 43 s |
| 2  | Nacer Bouhanni    | FDJ                          | +  | m.t             |
| 3  | Jonathan Cantwell | Saxo-Tinkoff                 |    | m.t             |
| 4  | Clément Koretzky  | Bretagne-Séché Environnement |    | m.t             |
| 5  | Simon Geschke     | Argos-Shimano                |    | m.t             |
| 6  | Jonathan Hivert   | Sojasun                      |    | m.t             |
| 7  | Kévin Réza        | Europcar                     |    | m.t             |
| 8  | Yannick Martinez  | La Pomme Marseille           |    | m.t             |
| 9  | Fabien Schmidt    | Sojasun                      |    | m.t             |
| 10 | Justin Jules      | La Pomme Marseille           |    | m.t             |

|    | Coureur           | Équipe                       |    | Temps           |
| -- | ----------------- | ---------------------------- | -- | --------------- |
| 1  | Theo Bos          | Blanco                       | en | 2 h 02 min 37 s |
| 2  | Nacer Bouhanni    | FDJ                          | +  | 2 s             |
| 3  | Yukiya Arashiro   | Europcar                     |    | 3 s             |
| 4  | Jonathan Cantwell | Saxo-Tinkoff                 |    | 4 s             |
| 5  | Romain Hardy      | Cofidis                      |    | 4 s             |
| 6  | Jérémy Roy        | FDJ                          |    | 5 s             |
| 7  | Clément Koretzky  | Bretagne-Séché Environnement |    | 6 s             |
| 8  | Simon Geschke     | Argos-Shimano                |    | 6 s             |
| 9  | Jonathan Hivert   | Sojasun                      |    | 6 s             |
| 10 | Kévin Réza        | Europcar                     |    | 6 s             |

### 2eétape
|    | Coureur                | Équipe             |    | Temps      |
| -- | ---------------------- | ------------------ | -- | ---------- |
| 1  | Richie Porte           | Sky                | en | 9 min 10 s |
| 2  | Manuele Boaro          | Saxo-Tinkoff       | +  | 1 s        |
| 3  | Tejay van Garderen     | BMC Racing         |    | 1 s        |
| 4  | Christopher Froome     | Sky                |    | 2 s        |
| 5  | Andrew Talansky        | Garmin-Sharp       |    | 7 s        |
| 6  | Jean-Christophe Péraud | AG2R La Mondiale   |    | 7 s        |
| 7  | Bob Jungels            | RadioShack-Leopard |    | 7 s        |
| 8  | Andreas Klöden         | RadioShack-Leopard |    | 9 s        |
| 9  | Jérôme Coppel          | Cofidis            |    | 11 s       |
| 10 | Bauke Mollema          | Blanco             |    | 11 s       |

|    | Coureur                | Équipe             |    | Temps           |
| -- | ---------------------- | ------------------ | -- | --------------- |
| 1  | Richie Porte           | Sky                | en | 2 h 11 min 53 s |
| 2  | Manuele Boaro          | Saxo-Tinkoff       | +  | 1 s             |
| 3  | Tejay van Garderen     | BMC Racing         |    | 1 s             |
| 4  | Christopher Froome     | Sky                |    | 2 s             |
| 5  | Andrew Talansky        | Garmin-Sharp       |    | 7 s             |
| 6  | Jean-Christophe Péraud | AG2R La Mondiale   |    | 7 s             |
| 7  | Bob Jungels            | RadioShack-Leopard |    | 7 s             |
| 8  | Andreas Klöden         | RadioShack-Leopard |    | 9 s             |
| 9  | Jérôme Coppel          | Cofidis            |    | 11 s            |
| 10 | Bauke Mollema          | Blanco             |    | 11 s            |

### 3eétape
|    | Coureur                | Équipe           |    | Temps           |
| -- | ---------------------- | ---------------- | -- | --------------- |
| 1  | Christopher Froome     | Sky              | en | 4 h 43 min 39 s |
| 2  | Richie Porte           | Sky              | +  | 30 s            |
| 3  | Bauke Mollema          | Blanco           |    | 45 s            |
| 4  | Jean-Christophe Péraud | AG2R La Mondiale |    | 45 s            |
| 5  | Tejay van Garderen     | BMC Racing       |    | 45 s            |
| 6  | Andrew Talansky        | Garmin-Sharp     |    | 53 s            |
| 7  | Johann Tschopp         | IAM              |    | 57 s            |
| 8  | John Gadret            | AG2R La Mondiale |    | 1 min 07 s      |
| 9  | Pierrick Fédrigo       | FDJ              |    | 1 min 08 s      |
| 10 | Maxime Bouet           | AG2R La Mondiale |    | 1 min 08 s      |

|    | Coureur                | Équipe           |    | Temps           |
| -- | ---------------------- | ---------------- | -- | --------------- |
| 1  | Christopher Froome     | Sky              | en | 6 h 55 min 23 s |
| 2  | Richie Porte           | Sky              | +  | 32 s            |
| 3  | Tejay van Garderen     | BMC Racing       |    | 54 s            |
| 4  | Bauke Mollema          | Blanco           |    | 1 min 00 s      |
| 5  | Jean-Christophe Péraud | AG2R La Mondiale |    | 1 min 00 s      |
| 6  | Andrew Talansky        | Garmin-Sharp     |    | 1 min 08 s      |
| 7  | Maxime Bouet           | AG2R La Mondiale |    | 1 min 33 s      |
| 8  | Pierrick Fédrigo       | FDJ              |    | 1 min 37 s      |
| 9  | Johann Tschopp         | IAM              |    | 1 min 43 s      |
| 10 | John Gadret            | AG2R La Mondiale |    | 2 min 05 s      |

## Classements finals

### Classement général
|    | Cycliste               | Pays        | Équipe           |    | Temps           |
| -- | ---------------------- | ----------- | ---------------- | -- | --------------- |
| 1  | Christopher Froome     | Royaume-Uni | Sky              | en | 6 h 55 min 23 s |
| 2  | Richie Porte           | Australie   | Sky              | +  | 32 s            |
| 3  | Tejay van Garderen     | États-Unis  | BMC Racing       |    | 54 s            |
| 4  | Bauke Mollema          | Pays-Bas    | Blanco           |    | 1 min 00 s      |
| 5  | Jean-Christophe Péraud | France      | AG2R La Mondiale |    | 1 min 00 s      |
| 6  | Andrew Talansky        | États-Unis  | Garmin-Sharp     |    | 1 min 08 s      |
| 7  | Maxime Bouet           | France      | AG2R La Mondiale |    | 1 min 33 s      |
| 8  | Pierrick Fédrigo       | France      | FDJ              |    | 1 min 37 s      |
| 9  | Johann Tschopp         | Suisse      | IAM              |    | 1 min 43 s      |
| 10 | John Gadret            | France      | AG2R La Mondiale |    | 2 min 05 s      |

### Classements annexes
|   | Cycliste           | Équipe     | Points |
| - | ------------------ | ---------- | ------ |
| 1 | Richie Porte       | Sky        | 27     |
| 2 | Christopher Froome | Sky        | 23     |
| 3 | Tejay van Garderen | BMC Racing | 17     |

|   | Cycliste           | Équipe | Points |
| - | ------------------ | ------ | ------ |
| 1 | Jérémy Roy         | FDJ    | 22     |
| 2 | Francis Mourey     | FDJ    | 12     |
| 3 | Christopher Froome | Sky    | 6      |

|   | Cycliste           | Équipe           |    | Temps           |
| - | ------------------ | ---------------- | -- | --------------- |
| 1 | Tejay van Garderen | BMC Racing       | en | 6 h 56 min 17 s |
| 2 | Andrew Talansky    | Garmin-Sharp     | +  | 14 s            |
| 3 | Romain Bardet      | AG2R La Mondiale |    | 1 min 24 s      |

|   | Équipe             | Pays        |    | Temps            |
| - | ------------------ | ----------- | -- | ---------------- |
| 1 | AG2R La Mondiale   | France      | en | 20 h 50 min 32 s |
| 2 | Sky                | Royaume-Uni | +  | 3 min 21 s       |
| 3 | RadioShack-Leopard | Luxembourg  |    | 5 min 04 s       |

## Évolution des classements
| Étape              | Vainqueur          | Classement général | Classement par points | Classement de la montagne | Classement du meilleur jeune | Classement par équipes |
| ------------------ | ------------------ | ------------------ | --------------------- | ------------------------- | ---------------------------- | ---------------------- |
| 1                  | Theo Bos           | Theo Bos           | Theo Bos              | Arnaud Gérard             | Nacer Bouhanni               | Sojasun                |
| 2                  | Richie Porte       | Richie Porte       | Richie Porte          | Arnaud Gérard             | Tejay van Garderen           | Sky                    |
| 3                  | Christopher Froome | Christopher Froome | Richie Porte          | Jérémy Roy                | Tejay van Garderen           | AG2R La Mondiale       |
| Classements finals | Classements finals | Christopher Froome | Richie Porte          | Jérémy Roy                | Tejay van Garderen           | AG2R La Mondiale       |

## Liste des participants
| Légende | Légende                                                                                                  | Légende | Légende                                                                                         |
| ------- | --- | ------- | ----------------------------------------------------------------------------------------------- |
| Num     | Dossard de départ porté par le coureur sur ce Critérium international                                    | Pos     | Position finale au classement général                                                           |
|         | Indique le vainqueur du classement général                                                               |         | Indique le vainqueur du classement de la montagne                                               |
|         | Indique le vainqueur du classement des sprints                                                           |         | Indique le vainqueur du classement du meilleur jeune                                            |
| #       | Indique la meilleure équipe                                                                              |         |                                                                                                 |
| NP      | Indique un coureur qui n'a pas pris le départ d'une étape, suivi du numéro de l'étape où il s'est retiré | AB      | Indique un coureur qui n'a pas terminé une étape, suivi du numéro de l'étape où il s'est retiré |
| HD      | Indique un coureur qui a terminé une étape hors des délais, suivi du numéro de l'étape                   | *       | Indique un coureur en lice pour le maillot blanc (coureurs nés après le 1er janvier 1988)       |

| BMC Racing BMC | BMC Racing BMC            | BMC Racing BMC |
| -------------- | ------------------------- | -------------- |
| Num            | Coureur                   | Pos            |
| 1              | Cadel Evans (AUS)         | 51e            |
| 2              | Brent Bookwalter (USA)    | 29e            |
| 3              | Mathias Frank (SUI)       | 38e            |
| 4              | Sebastian Lander (DEN)    | HD-3           |
| 5              | Amaël Moinard (FRA)       | 16e            |
| 6              | Dominik Nerz (GER)        | AB-3           |
| 7              | Tejay van Garderen (USA)* | 3e             |

| FDJ | FDJ                    | FDJ  |
| --- | ---------------------- | ---- |
| Num | Coureur                | Pos  |
| 11  | Pierrick Fédrigo (FRA) | 8e   |
| 12  | Nacer Bouhanni (FRA)   | AB-3 |
| 13  | Alexandre Geniez (FRA) | AB-3 |
| 14  | Francis Mourey (FRA)   | 47e  |
| 15  | Anthony Roux (FRA)     | 36e  |
| 16  | Jérémy Roy (FRA)       | 48e  |
| 17  | Jussi Veikkanen (FIN)  | AB-3 |

| Saxo-Tinkoff TST | Saxo-Tinkoff TST               | Saxo-Tinkoff TST |
| ---------------- | ------------------------------ | ---------------- |
| Num              | Coureur                        | Pos              |
| 21               | Michael Rogers (AUS)           | 15e              |
| 22               | Manuele Boaro (ITA)            | 42e              |
| 23               | Jonathan Cantwell (AUS)        | AB-3             |
| 24               | Jesús Hernández Blázquez (ESP) | 26e              |
| 25               | Jay McCarthy (AUS)             | AB-3             |
| 26               | Sérgio Paulinho (POR)          | 22e              |
| 27               | Rory Sutherland (AUS)          | 50e              |

| Sky SKY | Sky SKY                      | Sky SKY |
| ------- | ---------------------------- | ------- |
| Num     | Coureur                      | Pos     |
| 31      | Christopher Froome (GBR)     | 1er     |
| 32      | Ian Boswell (USA)*           | NP-2    |
| 33      | Joe Dombrowski (USA)*        | AB-3    |
| 34      | Vasil Kiryienka (BLR)        | 27e     |
| 35      | Richie Porte (AUS)           | 2e      |
| 36      | Kanstantsin Siutsou (BLR)    | 45e     |
| 37      | Jonathan Tiernan-Locke (GBR) | AB-3    |
| 38      | Xabier Zandio (ESP)          | AB-3    |

| AG2R La Mondiale ALM | AG2R La Mondiale ALM         | AG2R La Mondiale ALM |
| -------------------- | ---------------------------- | -------------------- |
| Num                  | Coureur                      | Pos                  |
| 41                   | Jean-Christophe Péraud (FRA) | 5e                   |
| 42                   | Ben Gastauer (LUX)           | 58e                  |
| 43                   | Romain Bardet (FRA)*         | 12e                  |
| 44                   | Maxime Bouet (FRA)           | 7e                   |
| 45                   | Axel Domont (FRA)*           | AB-3                 |
| 46                   | John Gadret (FRA)            | 10e                  |
| 47                   | Julian Kern (GER)*           | AB-3                 |
| 48                   | Christophe Riblon (FRA)      | 59e                  |

| RadioShack-Leopard RLT | RadioShack-Leopard RLT | RadioShack-Leopard RLT |
| ---------------------- | ---------------------- | ---------------------- |
| Num                    | Coureur                | Pos                    |
| 51                     | Andy Schleck (LUX)     | 57e                    |
| 52                     | Laurent Didier (LUX)   | HD-3                   |
| 53                     | Ben Hermans (BEL)      | 37e                    |
| 54                     | Bob Jungels (LUX)*     | 17e                    |
| 55                     | Benjamin King (USA)    | 28e                    |
| 56                     | Andreas Klöden (GER)   | 11e                    |
| 57                     | Maxime Monfort (BEL)   | 19e                    |
| 58                     | Jens Voigt (GER)       | HD-3                   |

| Cofidis COF | Cofidis COF              | Cofidis COF |
| ----------- | ------------------------ | ----------- |
| Num         | Coureur                  | Pos         |
| 61          | Rein Taaramäe (EST)      | 25e         |
| 62          | Jérémy Bescond (FRA)*    | AB-3        |
| 63          | Cyril Bessy (FRA)        | HD-3        |
| 64          | Edwig Cammaerts (BEL)    | HD-3        |
| 65          | Jérôme Coppel (FRA)      | 14e         |
| 66          | Romain Hardy (FRA)       | HD-3        |
| 67          | Guillaume Levarlet (FRA) | 41e         |

| Sojasun SOJ | Sojasun SOJ              | Sojasun SOJ |
| ----------- | ------------------------ | ----------- |
| Num         | Coureur                  | Pos         |
| 71          | Jonathan Hivert (FRA)    | 20e         |
| 72          | Anthony Delaplace (FRA)* | 56e         |
| 73          | Julien El Fares (FRA)    | 40e         |
| 74          | Jimmy Engoulvent (FRA)   | AB-3        |
| 75          | Rémi Pauriol (FRA)       | 21e         |
| 76          | Paul Poux (FRA)*         | AB-3        |
| 77          | Fabien Schmidt (FRA)*    | 39e         |
| 78          | Yannick Talabardon (FRA) | 55e         |

| Europcar EUC | Europcar EUC              | Europcar EUC |
| ------------ | ------------------------- | ------------ |
| Num          | Coureur                   | Pos          |
| 81           | Thomas Voeckler (FRA)     | 24e          |
| 82           | Yukiya Arashiro (JPN)     | AB-3         |
| 83           | Giovanni Bernaudeau (FRA) | AB-3         |
| 84           | Cyril Gautier (FRA)       | 46e          |
| 85           | Davide Malacarne (ITA)    | 13e          |
| 86           | Kévin Réza (FRA)*         | AB-3         |
| 87           | Pierre Rolland (FRA)      | AB-3         |
| 88           | Angélo Tulik (FRA)*       | AB-3         |

| Garmin-Sharp GRS | Garmin-Sharp GRS       | Garmin-Sharp GRS |
| ---------------- | ---------------------- | ---------------- |
| Num              | Coureur                | Pos              |
| 91               | Andrew Talansky (USA)* | 6e               |
| 92               | Rohan Dennis (AUS)*    | AB-3             |
| 93               | Caleb Fairly (USA)*    | AB-3             |
| 94               | Nathan Haas (AUS)*     | AB-3             |
| 95               | Robert Hunter (RSA)    | AB-3             |
| 96               | Raymond Kreder (NED)*  | AB-3             |
| 97               | Steele Von Hoff (AUS)* | AB-3             |
| 98               | Fabian Wegmann (GER)   | NP-3             |

| Colombia COL | Colombia COL            | Colombia COL |
| ------------ | ----------------------- | ------------ |
| Num          | Coureur                 | Pos          |
| 101          | Darwin Atapuma (COL)    | 33e          |
| 102          | Alexis Camacho (COL)    | AB-3         |
| 103          | Marco Corti (ITA)       | HD-3         |
| 104          | Wilson Marentes (COL)   | 60e          |
| 105          | Dalivier Ospina (COL)   | HD-3         |
| 106          | Jarlinson Pantano (COL) | 30e          |
| 107          | Michael Rodríguez (COL) |              |
| 108          | Jeffry Romero (COL)     | HD-3         |

| Argos-Shimano ARG | Argos-Shimano ARG         | Argos-Shimano ARG |
| ----------------- | ------------------------- | ----------------- |
| Num               | Coureur                   | Pos               |
| 111               | Warren Barguil (FRA)*     | AB-3              |
| 112               | Johannes Fröhlinger (GER) | HD-3              |
| 113               | Simon Geschke (GER)*      | 49e               |
| 114               | Yann Huguet (FRA)         | AB-3              |
| 115               | Thierry Hupond (FRA)      | AB-3              |
| 116               | Ji Cheng (CHN)            | AB-3              |
| 117               | Tobias Ludvigsson (SWE)   | 35e               |
| 118               | Matthieu Sprick (FRA)     | AB-3              |

| Bretagne-Séché Environnement BSE | Bretagne-Séché Environnement BSE | Bretagne-Séché Environnement BSE |
| -------------------------------- | -------------------------------- | -------------------------------- |
| Num                              | Coureur                          | Pos                              |
| 121                              | Florian Vachon (FRA)             | HD-3                             |
| 122                              | Armindo Fonseca (FRA)*           | AB-3                             |
| 123                              | Arnaud Gérard (FRA)              | 54e                              |
| 124                              | Florian Guillou (FRA)            | AB-3                             |
| 125                              | Clément Koretzky (FRA)*          | 31e                              |
| 126                              | Geoffroy Lequatre (FRA)          | AB-3                             |
| 127                              | Pierre-Luc Périchon (FRA)*       | AB-3                             |
| 128                              | Eduardo Sepúlveda (ARG)*         | HD-3                             |

| Blanco BLA | Blanco BLA               | Blanco BLA |
| ---------- | ------------------------ | ---------- |
| Num        | Coureur                  | Pos        |
| 131        | Wilco Kelderman (NED)    | 34e        |
| 132        | Theo Bos (NED)           | AB-3       |
| 133        | Graeme Brown (AUS)       | AB-3       |
| 134        | Juan Manuel Gárate (ESP) | AB-3       |
| 135        | Tom Leezer (NED)         | AB-1       |
| 137        | Bauke Mollema (NED)      | 4e         |
| 138        | Bram Tankink (NED)       | 53e        |

| IAM | IAM                          | IAM  |
| --- | ---------------------------- | ---- |
| Num | Coureur                      | Pos  |
| 141 | Johann Tschopp (SUI)         | 9e   |
| 142 | Matthias Brändle (AUT)       | AB-3 |
| 143 | Rémi Cusin (FRA)             | AB-3 |
| 144 | Jonathan Fumeaux (SUI)*      | 32e  |
| 145 | Alexandr Pliuschin (MDA)*    | AB-3 |
| 146 | Patrick Schelling (SUI)*     | AB-3 |
| 147 | Marcel Wyss (SUI)            | 18e  |
| 148 | Sébastien Reichenbach (SUI)* | 43e  |

| La Pomme Marseille LPM | La Pomme Marseille LPM  | La Pomme Marseille LPM |
| ---------------------- | ----------------------- | ---------------------- |
| Num                    | Coureur                 | Pos                    |
| 151                    | Julien Antomarchi (FRA) | AB-3                   |
| 152                    | José Gonçalves (POR)    | HD-3                   |
| 153                    | Justin Jules (FRA)      | AB-3                   |
| 154                    | Antoine Lavieu (FRA)    | 23e                    |
| 155                    | Yannick Martinez (FRA)  | AB-3                   |
| 156                    | Yoann Paillot (FRA)     | AB-3                   |
| 157                    | Thomas Rostollan (FRA)  | AB-3                   |
| 158                    | Grégoire Tarride (FRA)  | 44e                    |